# Coalition artillerie
La coalition artillerie est une coalition qui vise à aider l'Ukraine dans le domaine de l'artillerie dans le cadre de sa guerre face à l'invasion russe de son territoire.

## Historique
La coalition est lancée le 18 janvier 2024 et commandée par général Jean-Michel Guilloton. Sébastien Lecornu a annoncé que la France allait livrer 6 canons Caesar et qu'elle était en capacité d'en produire 72 de plus pour l'Ukraine au cours de l'année 2024. La France financera 12 des 72 canons grâce à son Fonds de soutien à l’Ukraine.
D'après Sébastien Lecornu, la France livrera 3 000 obus de 155 mm à l'Ukraine par mois contre seulement 1 000 par mois au début de la guerre.
Emmanuel Macron a aussi annoncé la livraison en 2024 d’une quarantaine de missiles de longue portée SCALP ainsi que de plusieurs centaines de bombes propulsées AASM,.